# Juhász Lujza
Juhász Lujza (Budapest, 1985 –) magyar színésznő. 

## Életpályája
Édesanyja Sándor Erzsi színésznő, újságíró, testvére Juhász Tamás. Az Alternatív Közgazdasági Gimnáziumban érettségizett. 2006-2010 között a Színház- és Filmművészeti Egyetem színművész szakos hallgatója volt. Tanult Franciaországban és Skóciában is. 

## Filmes és televíziós szerepei
- Ízig-vérig (2019)
- Kémek küldetése (2015)